# 第92回東京優駿
第92回東京優駿（以下、日本ダービー）は、2025年6月1日に東京競馬場で施行された競馬の競走である。クロワデュノールが優勝した。
優勝騎手の北村友一は通算3度目の挑戦で初制覇となった。

## 出走馬の状況
朝日杯フューチュリティステークス2着馬で前走の皐月賞を制したミュージアムマイルを始め、ホープフルステークスの勝ち馬クロワデュノールを含む優先出走権を持つ5頭全てが出走を決めた。また、他5頭も参戦を決めた。
その他トライアル競走の青葉賞2着馬ファイアンクランツや、プリンシパルステークスを制したレディネス、および京都新聞杯を勝ったショウヘイ、毎日杯を勝ったファンダムも出走を決めた。
収得賞金で並んでいた、京都新聞杯で4着に敗れたトッピボーン、あずさ賞で勝利を挙げたマイユニバース、1勝クラスで勝利したホウオウアートマンの3頭が抽選対象となった。2/3の抽選の結果、マイユニバースが落選し、出走18頭が決定した。
なお、青葉賞の勝ち馬エネルジコはコンディション不良のため、スプリングステークスを勝ったピコチャンブラックは追い切り後、歩様に硬さが出たためそれぞれ回避した。

### トライアル競走の結果

#### 第85回皐月賞GI
- 中山・2000mで実施[8]。

- 5着以内に優先出走権が与えられる。

※性齢は全て3歳牡馬。
| 着順 | 人気 | 競走馬名           | 騎手       | タイム  | 着差   | ダービーへの出否 |
| ---- | ---- | ------------------ | ---------- | ------- | ------ | ---------------- |
| 1着  | 3    | ミュージアムマイル | J.モレイラ | R1:57.0 |        | 出走             |
| 2着  | 1    | クロワデュノール   | 北村友一   | 1:57.3  | 1 1/2  | 出走             |
| 3着  | 4    | マスカレードボール | 横山武史   | 1:57.3  | クビ   | 出走             |
| 4着  | 7    | ジョバンニ         | 松山弘平   | 1:57.4  | 1/2    | 出走             |
| 5着  | 2    | サトノシャイニング | 西村淳也   | 1:57.4  | アタマ | 出走             |
| 6着  | 16   | マジックサンズ     | 佐々木大輔 | 1:57.6  | 1      |                  |
| 7着  | 9    | キングスコール     | 藤岡佑介   | 1:57.7  | 1      |                  |
| 8着  | 11   | アロヒアリイ       | 横山和生   | 1:57.9  | 1      |                  |
| 9着  | 6    | ヴィンセンシオ     | C.ルメール | 1:57.9  | クビ   |                  |
| 10着 | 12   | カラマティアノス   | 戸崎圭太   | 1:58.0  | クビ   | 出走             |
| 11着 | 5    | エリキング         | 川田将雅   | 1:58.0  | ハナ   | 出走             |
| 12着 | 15   | ジュタ             | 坂井瑠星   | 1:58.0  | クビ   |                  |
| 13着 | 14   | ニシノエージェント | 津村明秀   | 1:58.1  | 1/2    | 出走             |
| 14着 | 10   | ジーティーアダマン | 岩田望来   | 1:58.2  | クビ   |                  |
| 15着 | 8    | ファウストラーゼン | 杉原誠人   | 1:58.2  | クビ   | 出走             |
| 16着 | 18   | フクノブルーレイク | 松岡正海   | 1:58.6  | 2      |                  |
| 17着 | 17   | ドラゴンブースト   | 丹内祐次   | 1:58.6  | 1/2    | 出走             |
| 18着 | 13   | ピコチャンブラック | 石橋脩     | 1:58.9  | 1 1/2  | 回避             |

#### 第32回テレビ東京杯青葉賞GII
- 東京・2400mで実施[9]。
- 2着以内に優先出走権が与えられる。

※性齢は全て3歳牡馬。
| 着順 | 競走馬名           | 騎手       | タイム | 着差 | ダービーへの出否 |
| ---- | ------------------ | ---------- | ------ | ---- | ---------------- |
| 1着  | エネルジコ         | C.ルメール | 2:24.8 |      | 回避             |
| 2着  | ファイアンクランツ | J.モレイラ | 2:24.9 | クビ | 出走             |
|      |                    |            |        |      |                  |
| 6着  | ホウオウアートマン | 戸崎圭太   | 2:25.1 | 1/2  | 出走             |

#### プリンシパルステークスL
- 東京・2000mで実施[10]。
- 1着馬に優先出走権が与えられる。

※性齢は全て3歳牡馬。
| 着順 | 競走馬名           | 騎手     | タイム | 着差 | ダービーへの出否 |
| ---- | ------------------ | -------- | ------ | ---- | ---------------- |
| 1着  | レディネス         | 横山典弘 | 1:59.3 |      | 出走             |
| 2着  | ジョイエッロ       | 田口貫太 | 1:59.4 | 3/4  |                  |
| 3着  | カレンラップスター | 北村宏司 | 1:59.5 | クビ |                  |

### その他の前哨戦の結果

#### 第73回京都新聞杯GII
- 京都・2200mで実施[11]。

※性齢は全て3歳牡馬。
| 着順 | 競走馬名     | 騎手     | タイム | 着差  | ダービーへの出否 |
| ---- | ------------ | -------- | ------ | ----- | ---------------- |
| 1着  | ショウヘイ   | 川田将雅 | 2:14.7 |       | 出走             |
| 2着  | エムズ       | 松山弘平 | 2:15.1 | 2 1/2 | 出走             |
|      |              |          |        |       |                  |
| 4着  | トッピボーン | 武豊     | 2:15.2 | クビ  | 出走             |

#### 第72回毎日杯GIII
- 阪神・1800mで実施[12]。

※性齢は全て3歳牡馬。
| 着順 | 競走馬名       | 騎手     | タイム | 着差 | ダービーへの出否 |
| ---- | -------------- | -------- | ------ | ---- | ---------------- |
| 1着  | ファンダム     | 北村宏司 | 1:45.9 |      | 出走             |
| 2着  | ガルダイア     | 藤岡佑介 | 1:46.1 | 1    |                  |
|      |                |          |        |      |                  |
| 7着  | リラエンブレム | 浜中俊   | 1:46.7 | クビ | 出走             |

## 出走馬・枠順
2025年6月1日 第2回東京開催12日目 第11競走
コース芝 2,400m（Cコース）
天気晴、馬場状態: 良、発走: 15時40分
※全頭とも性齢は「3歳」、斤量は57kg。
| 枠番 | 馬番 | 競走馬名           | 騎手                 | 騎乗回数       | 調教師     | 馬主                          | 単勝人気 | 単勝人気 | 馬体重[kg] |
| 枠番 | 馬番 | 競走馬名           | 騎手                 | 騎乗回数       | 調教師     | 馬主                          | オッズ   | 人気     | 馬体重[kg] |
| ---- | ---- | ------------------ | -------------------- | -------------- | ---------- | ----------------------------- | -------- | -------- | ---------- |
| 1    | 1    | リラエンブレム     | 浜中俊               | 4年ぶり9回目   | 武幸四郎   | （株）Gリビエール・レーシング | 76.9     | 10       | 484        |
| 1    | 2    | ショウヘイ         | クリストフ・ルメール | 6年連続10回目  | 友道康夫   | 石川達絵                      | 14.4     | 6        | 460        |
| 2    | 3    | エリキング         | 川田将雅             | 15年連続19回目 | 中内田充正 | 藤田晋                        | 17.0     | 8        | 500        |
| 2    | 4    | ドラゴンブースト   | 丹内祐次             | 6年ぶり3回目   | 藤野健太   | 水谷美穂                      | 298.5    | 18       | 470        |
| 3    | 5    | レディネス         | 横山典弘             | 6年連続28回目  | 昆貢       | 安原浩司                      | 50.1     | 9        | 496        |
| 3    | 6    | ファンダム         | 北村宏司             | 2年ぶり10回目  | 辻哲英     | （有）キャロットファーム      | 10.8     | 4        | 470        |
| 4    | 7    | ミュージアムマイル | ダミアン・レーン     | 2年ぶり5回目   | 高柳大輔   | （有）サンデーレーシング      | 5.7      | 2        | 496        |
| 4    | 8    | エムズ             | 戸崎圭太             | 3年連続11回目  | 池江泰寿   | エムズレーシング              | 77.5     | 11       | 448        |
| 5    | 9    | ジョバンニ         | 松山弘平             | 6年連続10回目  | 杉山晴紀   | KRジャパン                    | 15.9     | 7        | 480        |
| 5    | 10   | トッピボーン       | 岩田望来             | 4年連続4回目   | 笹田和秀   | 松島一晃                      | 84.4     | 12       | 464        |
| 6    | 11   | ニシノエージェント | 津村明秀             | 2年ぶり3回目   | 千葉直人   | 西山茂行                      | 268.2    | 17       | 476        |
| 6    | 12   | カラマティアノス   | 池添謙一             | 2年連続15回目  | 奥村武     | （有）サンデーレーシング      | 126.4    | 15       | 462        |
| 7    | 13   | クロワデュノール   | 北村友一             | 5年ぶり3回目   | 斉藤崇史   | （有）サンデーレーシング      | 2.1      | 1        | 504        |
| 7    | 14   | ホウオウアートマン | 田辺裕信             | 2年ぶり10回目  | 矢作芳人   | 小笹芳央                      | 232.0    | 16       | 462        |
| 7    | 15   | ファウストラーゼン | ミルコ・デムーロ     | 11年連続13回目 | 西村真幸   | 宮崎俊也                      | 85.2     | 13       | 458        |
| 8    | 16   | ファイアンクランツ | 佐々木大輔           | 初騎乗         | 堀宣行     | （有）サンデーレーシング      | 114.7    | 14       | 456        |
| 8    | 17   | マスカレードボール | 坂井瑠星             | 3年連続4回目   | 手塚貴久   | （有）社台レースホース        | 6.8      | 3        | 466        |
| 8    | 18   | サトノシャイニング | 武豊                 | 15年連続36回目 | 杉山晴紀   | 里見治                        | 12.3     | 5        | 496        |

- 佐々木大輔はダービー初騎乗。
- 武幸四郎、藤野健太、辻哲英、高柳大輔、千葉直人はダービー初出走。

## 結果・払戻金

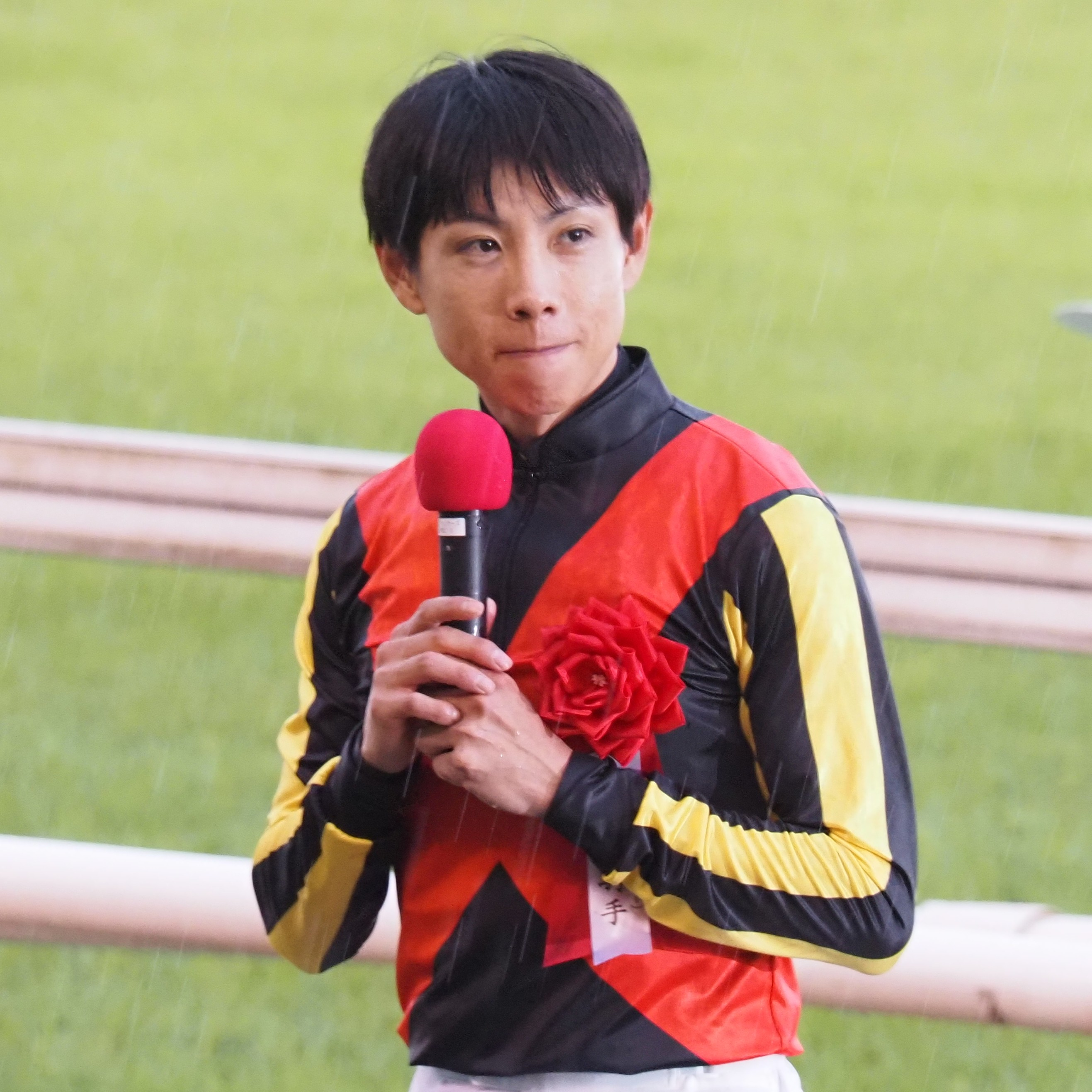
北村友一（優勝騎手インタビューにて）

### 順位表

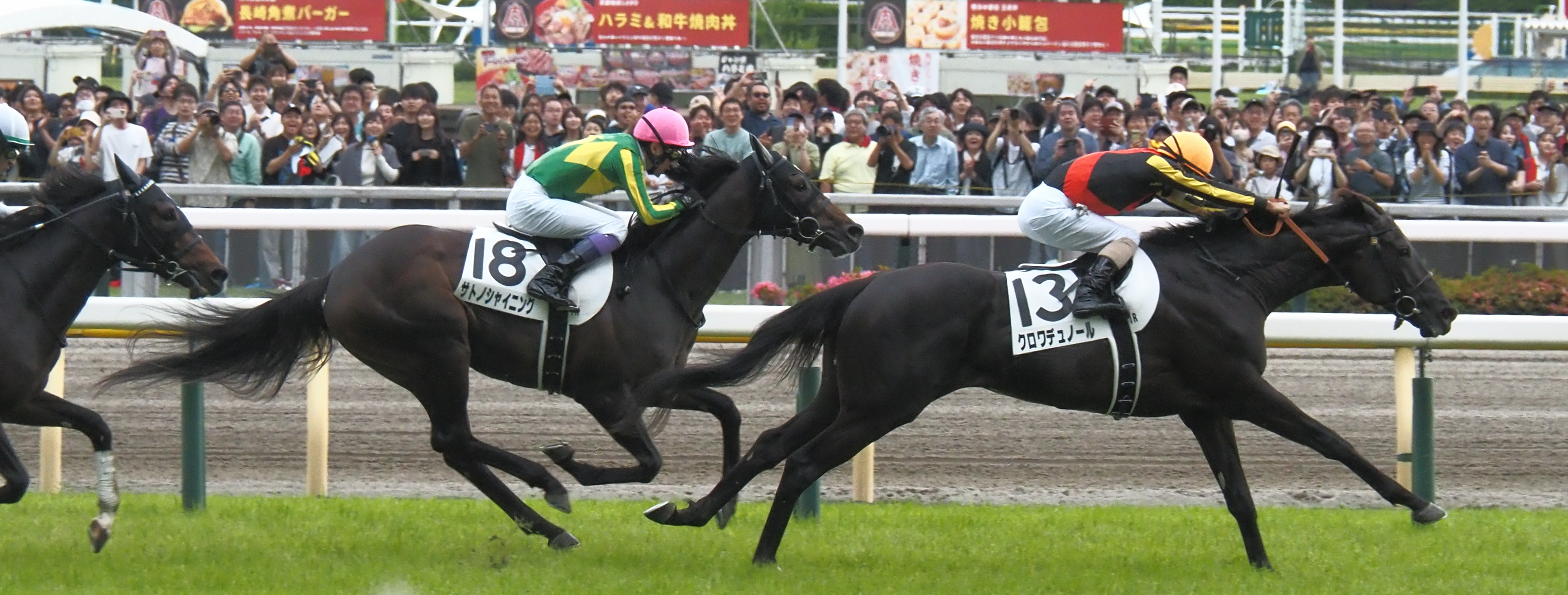
直線で争うクロワデュノールとサトノシャイニング

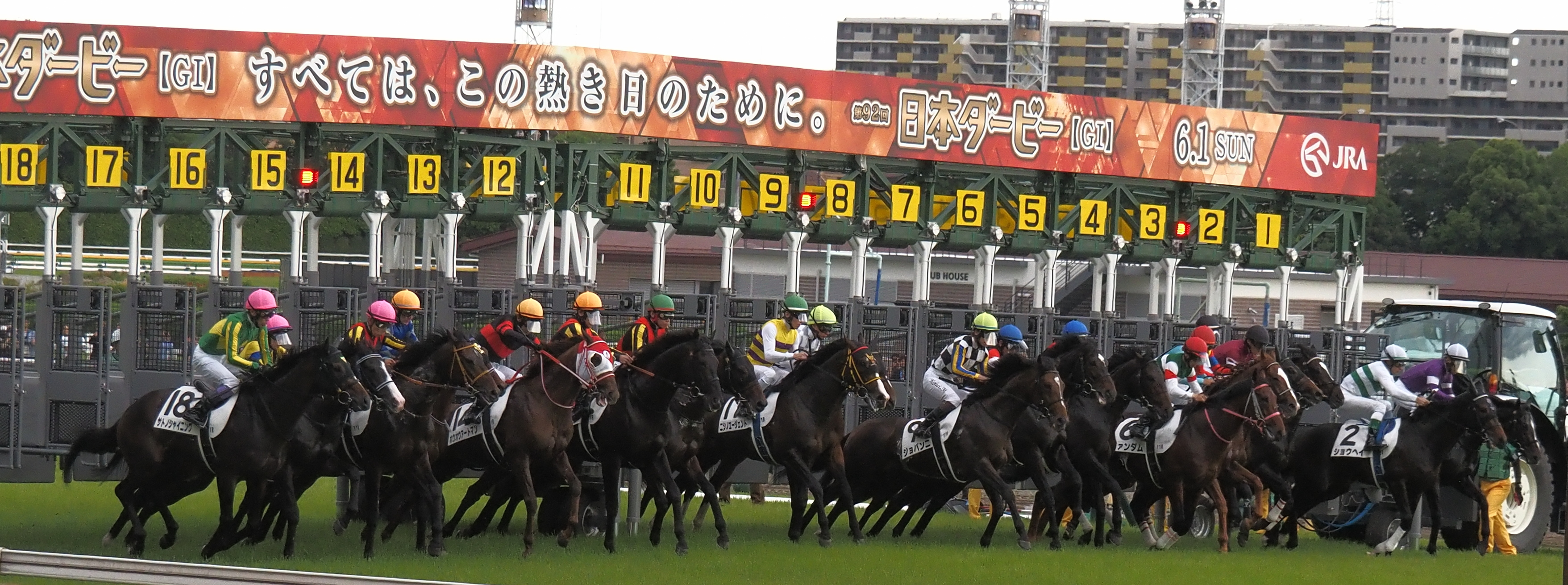
スタート時、ゲートを出る18頭

| 着順 | 枠番 | 馬番 | 馬名               | タイム | 上3F | 着差 （馬身） |
| ---- | ---- | ---- | ------------------ | ------ | ---- | ------------- |
| 1    | 7    | 13   | クロワデュノール   | 2:23.7 | 34.2 | ―             |
| 2    | 8    | 17   | マスカレードボール | 2:23.8 | 33.7 | 3/4           |
| 3    | 1    | 2    | ショウヘイ         | 2:24.0 | 34.3 | 1 1/2         |
| 4    | 8    | 18   | サトノシャイニング | 2:24.1 | 34.7 | クビ          |
| 5    | 2    | 3    | エリキング         | 2:24.3 | 33.4 | 1 1/4         |
| 6    | 4    | 7    | ミュージアムマイル | 2:24.4 | 34.1 | クビ          |
| 7    | 4    | 8    | エムズ             | 2:24.4 | 34.5 | クビ          |
| 8    | 5    | 9    | ジョバンニ         | 2:24.5 | 34.3 | クビ          |
| 9    | 8    | 16   | ファイアンクランツ | 2:24.6 | 34.9 | 3/4           |
| 10   | 1    | 1    | リラエンブレム     | 2:24.7 | 34.4 | 1/2           |
| 11   | 7    | 14   | ホウオウアートマン | 2:25.1 | 36.2 | 2 1/2         |
| 12   | 6    | 12   | カラマティアノス   | 2:25.2 | 34.7 | クビ          |
| 13   | 5    | 10   | トッピボーン       | 2:25.3 | 34.2 | 3/4           |
| 14   | 3    | 6    | ファンダム         | 2:25.6 | 35.6 | 1 1/2         |
| 15   | 2    | 4    | ドラゴンブースト   | 2:25.9 | 34.7 | 1 3/4         |
| 16   | 6    | 11   | ニシノエージェント | 2:26.1 | 35.3 | 1 1/4         |
| 17   | 3    | 5    | レディネス         | 2:28.5 | 38.0 | 大差          |
| 18   | 7    | 15   | ファウストラーゼン | 2:29.0 | 37.6 | 3 1/2         |

### 払戻金
|        | 馬番／枠番  | 人気 | 金額（円） |
| ------ | ----------- | ---- | ---------- |
| 単勝   | 13          | 1    | 210        |
| 複勝   | 13          | 1    | 110        |
| 複勝   | 17          | 3    | 190        |
| 複勝   | 2           | 6    | 300        |
| 枠連   | 7 - 8       | 1    | 420        |
| 馬連   | 13 - 17     | 1    | 560        |
| 馬単   | 13 → 17     | 1    | 870        |
| ワイド | 13 - 17     | 1    | 280        |
| ワイド | 2 - 13      | 7    | 620        |
| ワイド | 2 - 17      | 14   | 1,310      |
| 3連複  | 2 - 13 - 17 | 10   | 2,990      |
| 3連単  | 13 → 17 → 2 | 13   | 8,460      |

### データ
| 1000ｍ通過タイム    | 60.0秒（ホウオウアートマン） |
| 上がり4ハロン       | 47.0秒                       |
| 上がり3ハロン       | 34.8秒                       |
| 優勝馬上がり3ハロン | 34.2秒                       |
| 最速上がり3ハロン   | 33.4秒（エリキング）         |

### 当日のWIN5（5重勝単勝式）
- 発売票数：8,185,555票
- 発売総額：818,555,500円
- 的中票数：848票
- 払戻金：675,690円

| 対象順          | 1                               | 2                             | 3                         | 4                       | 5                             |
| --------------- | ------------------------------- | ----------------------------- | ------------------------- | ----------------------- | ----------------------------- |
| 競走順          | 東京第9競走                     | 京都第9競走                   | 東京第10競走              | 京都第10競走            | 東京第11競走                  |
| 競走名          | 薫風S                           | 與杼特別                      | むらさき賞                | 安土城S                 | 第92回東京優駿                |
| 条件            | ダート1600m 4歳以上3勝クラス    | ダート1800m 4歳以上2勝クラス  | 芝1800m 4歳以上3勝クラス  | 芝1400m 4歳以上オープン | 芝2400m 3歳オープン           |
| 単勝人気        | 2番人気                         | 2番人気                       | 1番人気                   | 6番人気                 | 1番人気                       |
| 勝利馬 （鞍上） | ダノンザボルケーノ （横山典弘） | メイショウソウタ （鮫島克駿） | メリオーレム （川田将雅） | ラケマーダ （藤岡佑介） | クロワデュノール （北村友一） |
| 馬番            | 15                              | 3                             | 7                         | 14                      | 13                            |
| 残票数          | 1,282,932票                     | 255,964票                     | 62,931票                  | 2,045票                 | 848票                         |

## エピソード

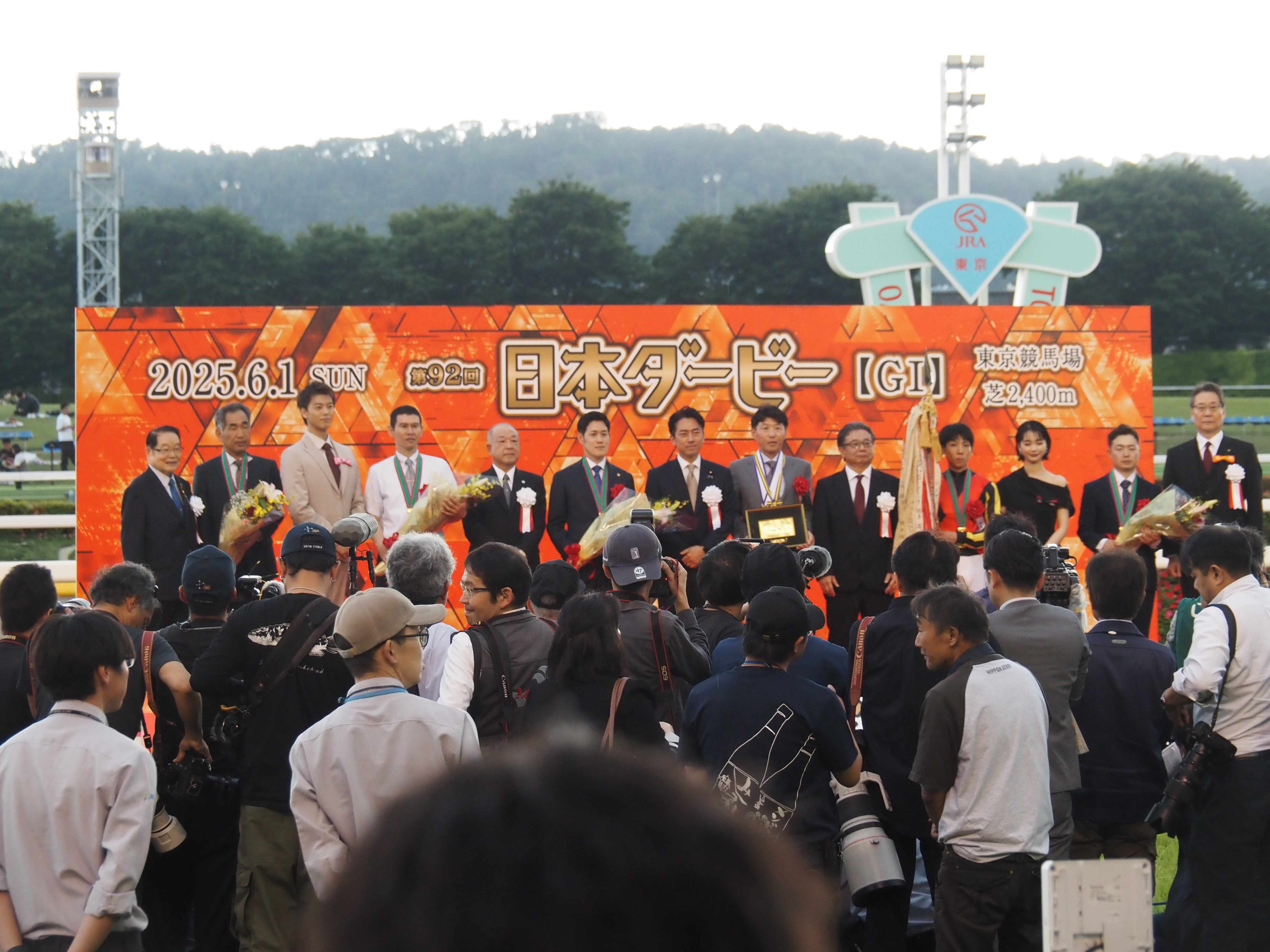
レース後の表彰式の様子

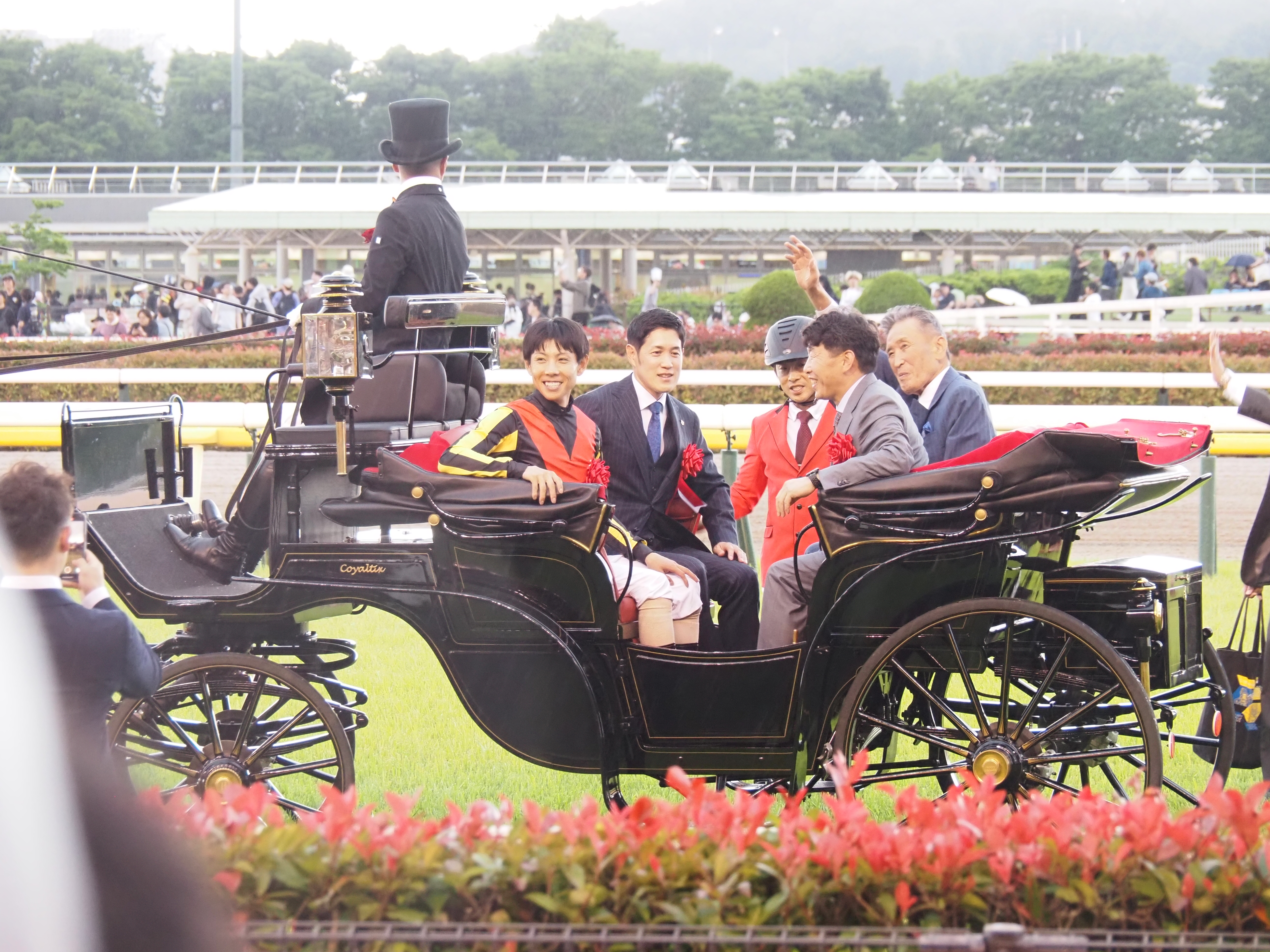
馬車に乗車した北村友一、斉藤崇史、吉田俊介、吉田勝己

- 発走前の国歌独唱は、ミュージカル俳優であり、歌手の山崎育三郎が担当した[14]。
- 発走のファンファーレは、陸上自衛隊中央音楽隊が務め、昼休憩時の演奏会も行った[14]。
  - 昼休憩時の演奏会にて演奏された楽曲は、アニメ『ウマ娘 シンデレラグレイ』第1クールのオープニングテーマである「超える」と、エンディングテーマである「∞」[15]、緑黄色社会の「Mela!」、スーパー競馬の「メインテーマ」の4曲であった。
- 斉藤崇史調教師は4度目の本競走出走で初制覇となった。また、クラシック競走初制覇となった他、八大競走は第65回有馬記念（2020年）をクロノジェネシスで制して以来、2度目の制覇となった[16]。
- 前述にもある通り、北村友一は3度目の本競走騎乗で初制覇となった。また、クラシック競走初制覇となった[16]。GI勝利は同馬で制覇したホープフルステークスに続き通算7勝目となり左回りの競馬場での中央GIは初勝利。重賞は36勝目、中央通算950勝目。
- 本競走後に行われる表彰式には、第72代農林水産大臣（第2次石破内閣）・小泉進次郎が出席した[17]。また、本年のJRAプロモーションキャラクターである竹内涼真・見上愛もプレゼンターとして登場した。
- レース・表彰式終了後に、第90回から行われている、優勝騎手の北村友一と調教師の斉藤崇史、馬主のサンデーレーシングの代表・吉田俊介とノーザンファームの代表・吉田勝己を乗せた馬車によるパレードが行われた。
- 開門後と全レース終了後には、八王子学園八王子高等学校吹奏楽部による演奏が行われた[14]。
- 本競走後、15着に敗れたドラゴンブーストに右前脚の骨折が判明し、陣営から休養が発表された[18]。

## テレビ・ラジオ中継
本レースのテレビ・ラジオ放送実況担当者並びに放送体制。NHK職員の勤務局並びに民放各社社員の役職、その他出演者の肩書はレース当時のもの。
- 日本放送協会（NHK）：小宮山晃義（大阪放送局・初実況）[19]
  - 番組司会：清水敬亮（協会本部メディア総局アナウンス室）
  - パドック実況：黒住駿（名古屋放送局）
  - 解説：安田翔伍（JRA調教師、第91回（2024年・ダノンデサイル）優勝調教師）、安田隆行（元JRA騎手・調教師、第58回（1991年・トウカイテイオー）優勝騎手）[注 1]
  - インタビュー：高木修平（広島放送局）
- ラジオNIKKEI：小塚歩（東京本社スポーツ情報部担当部長・6年連続6回目）[20]※含・グリーンチャンネル・BS11[注 2]
  - ゲスト：Lynn（声優）[21]
- フジテレビ（みんなのKEIBA）：倉田大誠（編成制作局アナウンス室副部長・4年連続4回目）
  - 解説：板津雄志（サンケイスポーツ）
  - パドック実況：谷岡慎一（編成制作局アナウンス室主任）
  - 勝利騎手インタビュー：酒主義久
  - 番組司会：DAIGO、佐野瑞樹（編成局アナウンス室シニア局次長待遇）、竹俣紅
  - スタジオ解説：井崎脩五郎（競馬評論家）、細江純子（競馬評論家、元JRA騎手）[注 3]
  - ゲスト：林修（予備校講師、タレント）
  - スペシャルゲスト：ゆうちゃみ（ファッションモデル、タレント、『うまレボ!』革命家）
- ニッポン放送（土田晃之 日曜のへそ・第2部）：清水久嗣
- TBSラジオ（爆笑問題日曜サンデー『田中裕二のサンデー競馬小僧』）：熊崎風斗
- アール・エフ・ラジオ日本（ラジオ日本日曜競馬実況中継）：矢田雄二郎
- 文化放送（おとなりさんday）：長谷川太

他局・系列局利用社局
- BSフジ（BSスーパーKEIBA）
  - 番組司会：青嶋達也（編成局アナウンス室スポーツ統括担当部長）、小山内鈴奈
  - 解説：椋木宏（競馬エイト）
  - ゲスト：柴田政人（元JRA騎手・調教師、第60回（1993年・ウイニングチケット）優勝騎手）
- 関西テレビ（カンテレ）（KEIBA BEAT）
  - 番組司会：菅井友香（タレント、元欅坂・櫻坂46キャプテン）、恋さん（シャンプーハット）、岡安譲（編成局アナウンス部次部長）
  - 解説：安藤勝己（元JRA騎手、第71回（2004年・キングカメハメハ）優勝騎手）、高橋賢司（競馬エイト）
  - ゲスト：糸井嘉男（元プロ野球選手）、稲村亜美（タレント）
  - 現地リポート：山本大貴